# Solanàcies
Les solanàcies són una família de plantes angiospermes de l'ordre de les solanals (Solanales), dins del clade de les làmides, un subclade de les astèrides, amb una distribució cosmopolita.
Característiques distintives de la família són les flors amb cinc pètals normalment soldats, fulles alternades, fruit en baia (com el tomàquet) o en càpsula i llavors rodones i planes d'uns 2-4 mm de diàmetre. Compta amb unes 2.300 espècies difoses principalment per les regions intertropicals i subtropicals. Als Països Catalans són autòctones diverses espècies dels gèneres Lycium Atropa, Hyoscyamus, Withania, Physalis, Solanum i Mandragora. Hi ha moltes solanàcies conreades de gran importància econòmica. Moltes espècies contenen alcaloides com la solanina (patata), la capsaïcina (pebrot) o la nicotina (tabac).
Molts membres de la família contenen alcaloides potents, i alguns són altament tòxics, però molts (inclosos els tomàquets, les patates, les albergínies, les campanes i els pebrots) s’utilitzen com a aliment.
Productes tan coneguts com ara els tomàquets, les patates, les albergínies, els pebrots o els bitxos, procedeixen de plantes de la família de les solanàcies.

## Taxonomia

### Etimologia
El nom de Solanaceae deriva del gènere Solanum, "la planta de solanàcies". L'etimologia de la paraula llatina no és clara. El nom pot provenir d’una semblança percebuda de certes flors solanàcies amb el sol i els seus rajos. Alternativament, el nom podria originar-se del verb llatí solare, que significa "calmar", suposadament referint-se a les propietats farmacològiques calmants d'algunes de les espècies psicoactives de la família.

### Gèneres
Dins d'aquesta família es reconeixen els 100 gèneres següents:
- Alkekengi Mill.
- Anisodus Link ex Spreng.
- Anthocercis Labill.
- Anthotroche Endl.
- Athenaea Sendtn.
- Atrichodendron Gagnep.
- Atropa L.
- Atropanthe Pascher
- Benthamiella Speg.
- Bouchetia DC. ex Dunal
- Brachistus Miers
- Browallia L.
- Brugmansia Pers.
- Brunfelsia Plum. ex L.
- Calibrachoa Cerv.
- Calliphysalis Whitson
- Capsicophysalis (Bitter) Averett & M.Martínez
- Capsicum L.
- Cestrum L.
- Chamaesaracha (A.Gray) Benth.
- Coeloneurum Radlk.
- Combera Sandwith
- Crenidium Haegi
- Cuatresia Hunz.
- Cyphanthera Miers
- Darcyanthus Hunz. ex N.A.Harriman
- Datura L.
- Deprea Raf.
- Discopodium Hochst.
- Doselia A.Orejuela & Särkinen
- Duboisia R.Br.
- Duckeodendron Kuhlm.
- Dunalia Kunth
- Dyssochroma Miers
- Eriolarynx (Hunz.) Hunz.
- Espadaea A.Rich.
- Exodeconus Raf.
- Fabiana Ruiz & Pav.
- Goetzea Wydler
- Grammosolen Haegi
- Hawkesiophyton Hunz.
- Henoonia Griseb.
- Heteranthia Nees & Mart.
- Hunzikeria D'Arcy
- Hyoscyamus Tourn. ex L.
- Iochroma Benth.
- Jaborosa Juss.
- Jaltomata Schltdl.
- Juanulloa Ruiz & Pav.
- Latua Phil.
- Leptoglossis Benth.
- Leucophysalis Rydb.
- Lycianthes (Dunal) Hassl.
- Lycium L.
- Mandragora L.
- Markea Rich.
- Melananthus Walp.
- Merinthopodium Donn.Sm.
- Metternichia J.C.Mikan
- Nectouxia Kunth
- Nicandra Adans.
- Nicotiana L.
- Nierembergia Ruiz & Pav.
- Nolana L.
- Nothocestrum A.Gray
- Oryctes S.Watson
- Pantacantha Speg.
- Petunia Juss.
- Physalis L.
- Physochlaina G.Don
- Plowmania Hunz. & Subils
- Poortmannia Drake
- Protoschwenkia Soler.
- Przewalskia Maxim.
- Quincula Raf.
- Reyesia Clos
- Salpichroa Miers
- Salpiglossis Ruiz & Pav.
- Saracha Ruiz & Pav.
- Schizanthus Ruiz & Pav.
- Schraderanthus Averett
- Schultesianthus Hunz.
- Schwenckia L.
- Sclerophylax Miers
- Scopolia Jacq.
- Sessea Ruiz & Pav.
- Solandra Sw.
- Solanum L.
- Streptosolen Miers
- Symonanthus Haegi
- Trianaea Planch. & Linden
- Trompettia J.Dupin
- Trozelia Raf.
- Tsoala Bosser & D'Arcy
- Tubocapsicum Makino
- Tzeltalia E.Estrada & M.Martínez
- Vassobia Rusby
- Vestia Willd.
- Withania Pauquy
- Witheringia L'Hér.

Les Solanàcies inclouen diverses espècies cultivables o cultivades habitualment. El gènere més important econòmicament de la família [es necessita una cita] és Solanum, que conté la patata (S. tuberosum, de fet, un altre nom comú de la família és la "família de les patates"), el tomàquet (S. lycopersicum) l'albergínia o l'albergínia (S. melongena). Un altre gènere important, Capsicum, produeix tant pebrots com bitxos.
El gènere Physalis produeix les anomenades horticoles, així com el tomatillo (Physalis philadelphica), la grosella del Cap i la llanterna xinesa. El gènere Lycium conté les espines i el Lycium barbarum. Nicotiana conté, entre altres espècies, tabac. Alguns altres membres importants de les Solanàcies inclouen diverses plantes ornamentals com la Petunia, Browallia i Lycianthes, i fonts d’alcaloides psicoactius, Datura, Mandràgora i Atropa belladonna (solanera mortal). Algunes espècies són àmpliament conegudes pels seus usos medicinals, els seus efectes psicotròpics o per ser verinoses.
La majoria dels gèneres econòmicament importants es troben a la subfamília Solanoideae, amb les excepcions del tabac (Nicotiana tabacum, Nicotianoideae) i la petúnia (Petunia × hybrida, Petunioideae).
Moltes de les solanàcies, com el tabac i la petúnia, s’utilitzen com a organismes model en la investigació de qüestions biològiques fonamentals a nivell cel·lular, molecular i genètic.